# Энгельман, Боб
Боб Энгельман (англ. Bob Engelman) — американский кинопродюсер и помощник режиссёра, известный по работе над фильмами «Смертельная битва» (1995), «Блэйд» (1998) и «Таинственные люди» (1999).

## Фильмография

### Продюсер
- 2014 — «История дельфина 2»/Dolphin tale 2
- 2012 — «COPS: Skyrim»
- 2012 — «Ночь в супермаркете»/Foodfight!
- 2011 — «История дельфина»/Dolphin Tale
- 2009 — «ПоцелуйчИК»/Love at First Hiccup
- 2007 — «Мистер Уормт: Проект Дона Риклза»/Mr. Warmth: The Don Rickles Project
- 2007 — «Golda’s Balcony»
- 2006 — «Дрифтвуд»/Driftwood
- 2006 — «The Great Sketch Experiment»
- 2006 — «Наедине с ней»/Alone with Her
- 2003 — «От Джастина к Келли»/From Justin to Kelly
- 2002 — «Скуби-Ду»/Scooby-Doo
- 2000 — «Никки, дьявол младший»/Little Nicky
- 1999 — «Таинственные люди»/Mystery Men
- 1998 — «Блэйд»/Blade
- 1997 — «Свидание на одну ночь»/One Night Stand
- 1996 — «Джинна вызывали?»/Kazaam
- 1995 — «Смертельная битва»/Mortal Kombat
- 1994 — «Маска»/The Mask
- 1993 — «Лучший друг человека»/Man’s Best Friend
- 1993 — «Смертельное падение»/Deadfall
- 1993 — «Мистер Няня»/Mr. Nanny
- 1992 — «Месть полудурков 3: Следующее поколение»/Revenge of the Nerds III: The Next Generation
- 1992 — «Calendar Girl, Cop, Killer? The Bambi Bembenek Story»
- 1992 — «Woman with a Past»
- 1991 — «Франкенштейн в колледже»/Frankenstein: The College Years
- 1991 — «Seeds of Tragedy»
- 1990 — «Техасская резня бензопилой 3: Кожаное лицо»/Leatherface: Texas Chainsaw Massacre III
- 1989 — «Электрошок»/Shocker
- 1988 — «Змей и радуга»/The Serpent and the Rainbow

### Ассистент режиссера
- 1991 — «Глаза ангела»/Eyes of an Angel
- 1990 — «Bar Girls»
- 1989 — «Стальные магнолии»/Steel Magnolias
- 1988 — «Везучка»/Lucky Stiff
- 1988 — «Полная Луна в голубой воде»/Full Moon in Blue Water
- 1987 — «Запрограммированная убивать»/Programmed To Kill
- 1987 — «Ханой Хилтон»/The Hanoi Hilton
- 1985—1989 — «Сумеречная зона»/The Twilight Zone
  - 1986 — «The Toys of Caliban»
  - 1985 — «Night of the Meek/But Can She Type?/The Star»
- 1986 — «Dreams of Gold: The Mel Fisher Story»
- 1986 — «Слишком серьёзная игра»/Out of Bounds
- 1986 — «8 миллионов способов умереть»/8 Million Ways to Die
- 1986 — «The Defiant Ones»
- 1985 — «Большое приключение Пи-Ви»/Pee-wee’s Big Adventure
- 1985 — «Тайный поклонник»/Secret Admirer
- 1984 — «Учителя»/Teachers
- 1984 — «Речная крыса»/The River Rat
- 1984 — «Свободные»/Footloose
- 1983 — «Афера 2»/The Sting II
- 1982 — «Voyager from the Unknown»
- 1982 — «Сезон чемпионата»/That Championship Season
- 1982—1983 — «Путешественники во времени»
  - 1982 — «Voyagers»
- 1982 — «Граница»/The Border
- 1982 — «Burned at the Stake»
- 1981 — «Гроши с неба»/Pennies from Heaven
- 1980 — «Чич и Чонг: Следующий фильм. Укуренные заживо!»/Cheech and Chong’s Next Movie

### Благодарности
- 2007 — «Spine Tingler! The William Castle Story»
- 2002 — «Scooby Doo: Unmasking the Mystery»

### Собственное появление[что?]
- 2005 — «Cartoon Logic»
- 2005 — «Return to Edge City»
- 2005 — «No Vacancy»
- 2003 — «The Saw Is Family: Making 'Leatherface'»

### Прочее
- 1978 — «Casey’s Shadow»

## Награды
- 2008 — Прайм-таймовая премия «Эмми» (Mr. Warmth: The Don Rickles Project).